# Sébastien Amiez
Sébastien Amiez (ur. 6 maja 1972 w Moûtiers) – francuski narciarz alpejski, srebrny medalista igrzysk olimpijskich, mistrzostw świata oraz mistrzostw świata juniorów.

## Kariera
Po raz pierwszy na arenie międzynarodowej Sébastien Amiez pojawił się w 1990 roku, na mistrzostwach świata juniorów w Zinal. W swoim jedynym starcie, slalomie gigancie, zajął tam 31. miejsce. Na rozgrywanych rok później mistrzostwach świata juniorów w Geilo wywalczył srebrny medal w slalomie, przegrywając tylko z Caseyem Puckettem ze Stanów Zjednoczonych. Na tej samej imprezie wystartował także w gigancie oraz supergigancie, jednak zajmował miejsca w trzeciej dziesiątce.
W zawodach Pucharu Świata zadebiutował 20 grudnia 1993 roku w Madonna di Campiglio, zajmując dwudzieste miejsce w slalomie. Tym samym już w swoim debiucie wywalczył pierwsze pucharowe punkty. Blisko dwa lata później 19 listopada 1995 roku w Vail po raz pierwszy stanął na podium zawodów tego cyklu, zajmując drugie miejsce w slalomie. W zawodach tych rozdzielił na podium Austriaka Michaela Tritschera oraz Włocha Alberto Tombę. Swoje jedyne pucharowe zwycięstwo odniósł 21 stycznia 1996 roku w Veysonnaz, gdzie był najlepszy w swej koronnej konkurencji. Łącznie na podium stawał dziesięć razy, za każdym razem w slalomie. Najlepsze wyniki osiągnął w sezonie 1995/1996, kiedy był jedenasty w klasyfikacji generalnej, a w klasyfikacji slalomu wywalczył Małą Kryształową Kulę. W klasyfikacji slalomu był także czwarty w sezonie 1996/1997 oraz szósty w sezonie 1998/1999.
Największy sukces osiągnął w 2002 roku, kiedy podczas igrzysk olimpijskich w Salt Lake City wywalczył srebrny medal w slalomie. Po pierwszym przejeździe zajmował ósmą pozycję, tracąc do prowadzącego Jean-Pierre'a Vidala 2,15 sekundy. W drugim przejeździe osiągnął najlepszy wynik; jako jedyny zawodnik uzyskał czas poniżej 52 sekund. Pozwoliło mu to awansować na podium, 0,76 sekundy za Vidalem i 0,59 sekundy przed Benjaminem Raichem z Austrii. Srebrny medal w tej samej konkurencji wywalczył również na mistrzostwach świata w Sestriere w 1997 roku. Walkę o zwycięstwo przegrał tam z Tomem Stiansenem z Norwegii o 0,05 sekundy, a trzeciego na mecie Alberto Tombę pokonał o 0,39 sekundy. Był też między innymi szósty podczas mistrzostw świata w Sierra Nevada w 1996 roku oraz jedenasty na rozgrywanych trzy lata później mistrzostwach świata w Vail.
W latach 1994, 1996, 1999 i 2001 zdobywał tytuł mistrza Francji w slalomie. Podczas bójki w 2006 roku Francuz stracił wzrok w prawym oku, powrócił jednak do sportu. Karierę zakończył w 2007 roku. Pracował później jako komentator dla stacji Radio Monte Carlo.
Jego żoną jest była francuska narciarka alpejska Béatrice Filliol.

## Osiągnięcia

### Igrzyska olimpijskie
| Miejsce | Dzień     | Rok  | Miejscowość    | Konkurencja | Czas biegu | Strata | Zwycięzca            |
| ------- | --------- | ---- | -------------- | ----------- | ---------- | ------ | -------------------- |
| DNF     | 27 lutego | 1994 | Lillehammer    | Slalom      | 2:02,02    | -      | Thomas Stangassinger |
| 14.     | 21 lutego | 1998 | Nagano         | Slalom      | 1:49,31    | +2,88  | Hans Petter Buraas   |
| 2.      | 23 lutego | 2002 | Salt Lake City | Slalom      | 1:41,06    | +0,76  | Jean-Pierre Vidal    |

### Mistrzostwa świata
| Miejsce | Dzień     | Rok  | Miejscowość          | Konkurencja | Czas biegu | Strata | Zwycięzca      |
| ------- | --------- | ---- | -------------------- | ----------- | ---------- | ------ | -------------- |
| 6.      | 25 lutego | 1996 | Sierra Nevada        | Slalom      | 1:42,26    | +1,53  | Alberto Tomba  |
| 2.      | 15 lutego | 1997 | Sestriere            | Slalom      | 1:51,70    | +0,05  | Tom Stiansen   |
| 11.     | 14 lutego | 1999 | Vail                 | Slalom      | 1:42,12    | +1,45  | Kalle Palander |
| 12.     | 14 lutego | 2001 | St. Anton am Arlberg | Slalom      | 1:39,66    | +2,32  | Mario Matt     |
| 31.     | 16 lutego | 2003 | Sankt Moritz         | Slalom      | 1:40,66    | +5,00  | Ivica Kostelić |
| DNF1    | 12 lutego | 2005 | Bormio               | Slalom      | 1:41,34    | -      | Benjamin Raich |

### Mistrzostwa świata juniorów
| Miejsce | Dzień       | Rok  | Miejscowość | Konkurencja | Czas biegu | Strata | Zwycięzca         |
| ------- | ----------- | ---- | ----------- | ----------- | ---------- | ------ | ----------------- |
| 31.     | 24 marca    | 1990 | Zinal       | Gigant      | 2:20,38    | +7,31  | Lasse Kjus        |
| 26.     | 8 kwietnia  | 1991 | Geilo       | Supergigant | 1:27,16    | +2,50  | Jure Košir        |
| 21.     | 12 kwietnia | 1991 | Geilo       | Gigant      | 2:04,64    | +1,79  | Massimo Zucchelli |
| 2.      | 14 kwietnia | 1991 | Geilo       | Slalom      | 1:33,29    | +0,37  | Casey Puckett     |

### Puchar Świata

#### Miejsca w klasyfikacji generalnej
- sezon 1993/1994: 70.
- sezon 1994/1995: 29.
- sezon 1995/1996: 11.
- sezon 1996/1997: 18.
- sezon 1997/1998: 48.
- sezon 1998/1999: 24.
- sezon 1999/2000: 40.
- sezon 2000/2001: 39.
- sezon 2001/2002: 45.
- sezon 2002/2003: 66.
- sezon 2003/2004: 81.
- sezon 2004/2005: 134.

#### Miejsca na podium w zawodach
1. Vail – 19 listopada 1995 (slalom) – 2. miejsce
2. Kranjska Gora – 22 grudnia 1995 (slalom) – 3. miejsce
3. Veysonnaz – 21 stycznia 1996 (slalom) – 1. miejsce
4. Hafjell – 10 marca 1996 (slalom) – 2. miejsce
5. Madonna di Campiglio – 17 grudnia 1996 (slalom) – 3. miejsce
6. Kranjska Gora – 6 stycznia 1997 (slalom) – 2. miejsce
7. Wengen – 19 stycznia 1997 (slalom) – 3. miejsce
8. Schladming – 30 stycznia 1997 (slalom) – 3. miejsce
9. Aspen – 28 listopada 1998 (slalom) – 2. miejsce
10. Åre – 11 marca 2001 (slalom) – 3. miejsce